# تشناربو
تشناربو (بالفارسية: چناربو) هي قرية تقع في قسم قلندرآباد الريفي في إيران. يقدر عدد سكانها بـ 37 نسمة بحسب إحصاء 2016.